# 디누 리파티

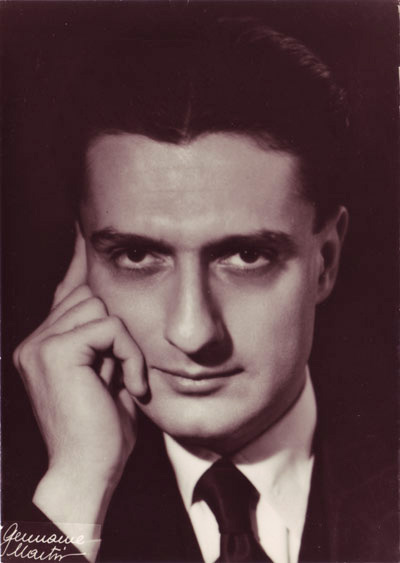

디누 리파티(Dinu Lipatti, 1917년 3월 19일 - 1950년 12월 2일)는 루마니아의 피아니스트이자 작곡가이다.
부쿠레슈티에서 태어나 그곳의 음악원에 입학, 1934년 빈의 콩쿠르에서 2위를 획득했으나, 이때 그의 1위를 주장하고 심사원의 직책을 사임한 코르토에게 초빙되어 파리로 나갔다. 제2차 세계대전 중에는 루마니아로 귀국하였다가 나치의 손을 피해 스위스에 숨어 있었다. 2차대전 후 유럽 각지에서 연주활동을 시작하였다. 그러나 백혈병에 걸려, 1950년 브장송에서의 리사이틀을 마지막으로 33세의 나이로 요절하였다.
그의 연주는 굉장한 테크닉이 정확히 컨트롤되고, 시적 표현과 지적 표현이 훌륭한 균형을 형성하고 있다는 평을 듣는다. 레퍼토리는 스카를라티나 바흐에서 시작되어 고전, 낭만, 근대에 걸쳐 다양하다. 그 중에서도 특히 쇼팽, 모차르트, 슈베르트 등의 작품이 깊은 조성 등으로 훌륭하다는 평을 들었다.

## 작품 목록
- 치간‘Les Tziganes‘ (오케스트라를 위한 모음곡) 1934년
- 고전 풍의 콘체르티노 작품 3 (피아노와 실내 오케스트라를 위한) 1936년
- 협주 교향곡 (2대의 피아노와 현악 오케스트라를 위한) 1938년
- 왼손을 위한 소나티네 (피아노 곡) 1941년
- 루마니아 무곡집 (2 대의 피아노, 피아노와 관현악을 2판 있음) 1943년
- 야상곡 (피아노곡, 클라라 하스킬에 봉헌)